# NGC 3475
NGC 3475 is een spiraalvormig sterrenstelsel in het sterrenbeeld Leeuw. Het hemelobject werd op 10 april 1785 ontdekt door de Duits-Britse astronoom William Herschel.

## Synoniemen
- UGC 6058
- MCG 4-26-22
- ZWG 125.17
- A 1055+24
- IRAS 10556+2427
- PGC 33012